# Фаровец
Фаровец (словен. Farovec) је насељено место у општини Словенска Бистрица, Подравска регија, Словенија.

## Историја
До територијалне реорганизације у Словенији био је у саставу старе општине Словенска Бистрица.

## Становништво
У попису становништва из 2011. године, Фаровец је имао 44 становника.
| Број становника према пописима | Број становника према пописима | Број становника према пописима |
| ------------------------------ | ------------------------------ | ------------------------------ |
| 1991                           | 2002                           | 2011                           |
| 43                             | 42                             | 44                             |

Напомена: Године 2008. извршена је мања размена територија између насеља Претреж и Фаровец.